# Parque Saavedra
O Parque Cornelio Saavedra é um tradicional parque do bairro de Saavedra na cidade de Buenos Aires, na Argentina.

## Galeria de imagens

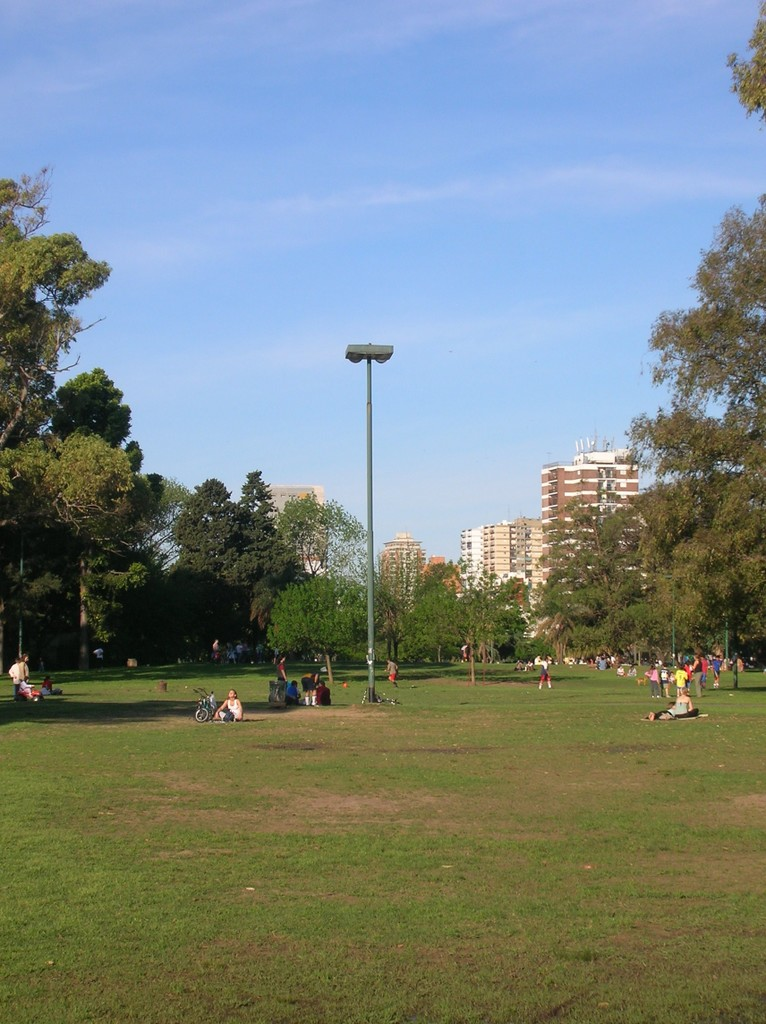
Vista do Parque Saavedra, no fundo se ver a torres da Avenida García del Río.
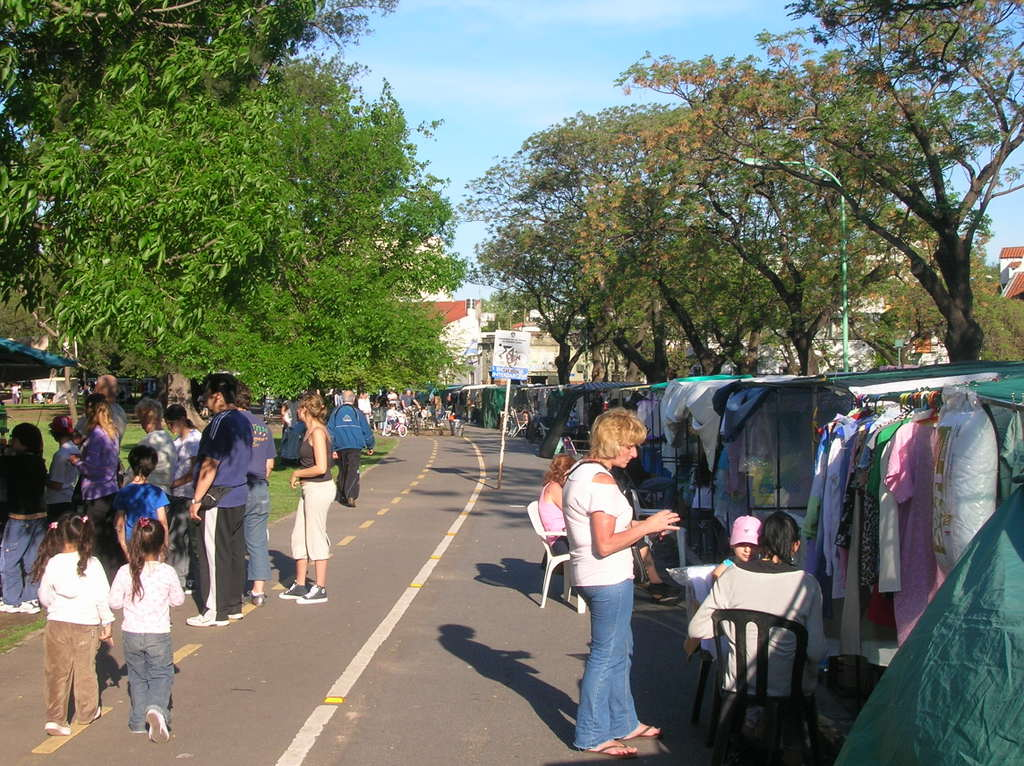
Mercado abundante do Parque Saavedra.
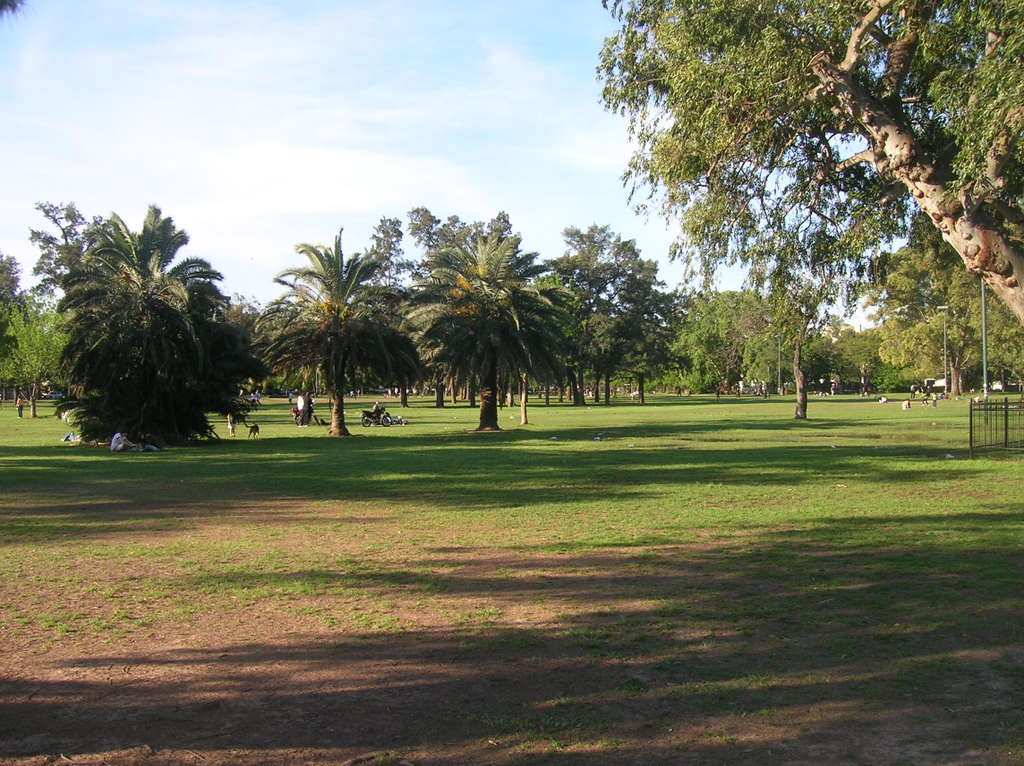
Vista de uma área do Parque Saavedra.
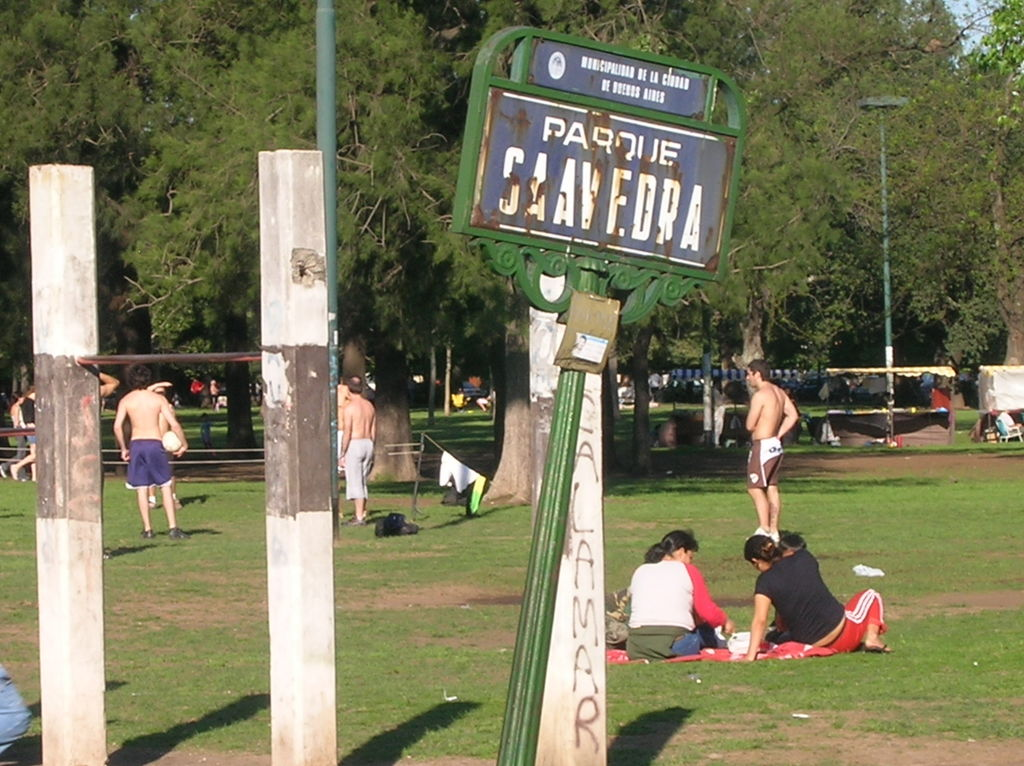
Placa no Parque Saavedra.